# Khorvāj
Khorvāj (persiska: خرواج) är en ort i Iran.   Den ligger i provinsen Khorasan, i den östra delen av landet, 800 km öster om huvudstaden Teheran. Khorvāj ligger 1 732 meter över havet och antalet invånare är 101.
Terrängen runt Khorvāj är kuperad åt sydväst, men åt nordost är den platt.Runt Khorvāj är det glesbefolkat, med 10 invånare per kvadratkilometer. Närmaste större samhälle är Qā'en, 15,6 km norr om Khorvāj. Omgivningarna runt Khorvāj är i huvudsak ett öppet busklandskap.